# Lago Amaramba
O lago Amaramba está localizado no sul da província moçambicana do Niassa. Este lago está alinhado com os lagos Chilwa e Chiuta, num graben que corre de nordeste a sudoeste, a leste do Grande Vale do Rift (que contém o Lago Niassa, a norte).
O lago Amaramba é um lago pouco profundo, com uma profundidade máxima de 5 metros. É a fonte do rio Lugenda, um afluente do Rovuma.